# Sølvgade
Sølvgade er en gade i Indre By i København, gående fra Borgergade til Øster Søgade, hvorfra Fredensbro fører videre over Sortedams Sø til Fredensgade. Stykket mellem Kronprinsessegade og Øster Voldgade ved Georg Brandes Plads ligger langs den nordøstlige for Kongens Have. Det næste stykke frem til krydset med Øster Farimagsgade ved Sølvtorvet adskiller Botanisk Have fra Østre Anlæg. På det sidste stykke er gaden ensrettet i indadgående retning mod Borgergade, mens trafikken i udadgående retning ledes af Webersgade.

## Historie
Ligesom de andre gader i området stammer Sølvgade for planen for Ny-København, der blev skabt i 1649. Gaden var en af række gader i kvarteret Nyboder, der skulle have navne efter mineraler, men de andre mineral-gader blev med en enkelt undtagelse aldrig anlagt.
Oprindelig gik gaden kun fra Adelgade til den dengang nye Østervold ved nuværende Øster Voldgade. Fra begyndelsen var Sankt Annæ Kirkegård placeret ved nordenden af gaden overfor Kongens Have. I området lå også Sankt Annæ Rotunda, der blev påbegyndt i 1640 men aldrig færdiggjort og i stedet sprængt i 1668. Området for Sankt Annæ Kirkegård, der stadig var kendt under dette navne, blev benyttet som øvelsesområde, indtil det omsider blev bebygget med bygninger som Garnisonshospitalet, Københavns Stokhus og Sølvgades Kaserne, der stod færdig i 1771.
Da Københavns befæstning blev opgivet og fjernet i 1860'erne, blev Sølvgade forlænget over det tidligere voldterræn hele vejen ud til Søerne. For enden af gaden anlagdes den første Fredensbro i form af en relativ smal træbro i 1878. Nutidens Fredensbro er en bred dæmning fra 1977.
Ved krydset med Øster Farimagsgade skabtes Sølvtorvet i forbindelse med etableringen af den tilstødende Stockholmsgade i 1890'erne. På denne plads rykkede Danmarks Tekniske Universitet ind i en bygning tegnet af Johan Daniel Herholdt, der selv havde undervist på skolen fra 1860 til 1875. I 1930'erne flyttede den til en ny bygning på Øster Voldgade.
I 1940'erne gennemgik Adelgade og Borgergade omfattende byfornyelse, og i den forbindelse blev Sølvgade forlænget endnu en gang, nu i den anden til Borgergade.
I 2013 kom der planer frem om at bygge et nyt hjem til Statens Naturhistoriske Museum langs Botanisk Haves område ved Sølvgade, hvilket vil omfatte Danmarks Tekniske Universitets gamle bygning og Geologisk Museum på det andet hjørne. Statens Naturhistoriske Museum og Statens Museum for Kunst på den anden side af Sølvgade udgør sammen med flere andre museer i området omkring Kongens Have, Botanisk Have og Østre Anlæg Parkmuseerne. De andre museer er Davids Samling i Kronprinsessegade, Hirschsprungs Samling i Stockholmsgade og Det Danske Filminstitut i Gothersgade.

## Kendte bygninger og beboere
Gadens mest prominente bygning er Sølvgades Kaserne, et stort barokt kompleks, der blev færdiggjort i 1771 efter tegninger af den franske arkitekt Nicolas-Henri Jardin. Efter at militæret rykkede ud i 1926, fungerede komplekset som DSBs hovedsæde frem til 2012.
I nr. 16 ligger Sølvgades Skole, der var Danmarks første offentlige skole, og som blev tegnet af Peter Heinrich Christoph Hagemann. I nr. 38 finder man Holmblads Gård, der blev bygget af Jacob Holmblad i 1776. Af andre bygninger i gaden kan nævnes nr. 22 fra 1831, nr. 30 fra 1853 og nr. 34 1834, der alle er fredede.